# Ếch cây ma cà rồng
Ếch cây ma cà rồng hay ếch ma ca rồng bay (còn được gọi là ếch cây quỷ, danh pháp: Rhacophorus vampyrus) là một loài ếch được các nhà khoa học Úc, Mỹ và Việt Nam phát hiện và công bố trên tạp chí Zootaxa số ra ngày 21 tháng 12 năm 2010. Tên gọi ma cà rồng do trong giai đoạn nòng nọc, miệng chúng có hai chiếc "răng nanh" màu đen thò ra trông giống hình tượng con quỷ hút máu huyền thoại văn hóa phương Tây.

## Đặc điểm sinh học

### Hình dáng
- Nòng nọc thông thường có phần mõm nhô ra giống như một cái mỏ. Ở nòng nọc loài ếch cây ma cà rồng, từ phần dưới mõm này nhô ra cặp móc đen rất cứng. Hiện tại các nhà khoa học vẫn chưa xác định được chức năng của cặp răng nanh này.[3]
- Ếch trưởng thành có chiều dài từ mút mõm đến hậu môn khoảng 4,2 - 5 cm[1][3]. Mũi ngắn hơi nhô ra phía dưới góc hàm dưới. Nếu nhìn từ phía bụng có thể nhìn thấy đầu mũi có chấm sáng màu. Miệng rộng, chiều dài đầu bằng 90% chiều rộng đầu. Phía trước mắt dốc, hơi lõm. Lưng màu từ vàng nâu nhạt đến đỏ gạch; họng, ngực và bụng màu trắng. Sườn và đùi màu đen, màng bơi giữa các ngón tay và ngón chân màu từ xám đến đen, màng ngón tay tiêu giảm dần.[4]

## Phân bổ
Ếch ma cà rồng bay sinh sống ở vùng Cao nguyên Lâm Viên, ở cao độ từ 1.400 đến 2.000 mét.